# Équipe de Suisse de football au Championnat d'Europe 2020
Cet article relate le parcours de l'équipe de Suisse de football lors du Championnat d'Europe de football 2020 qui a lieu du 11 juin au 11 juillet 2021 dans 11 villes de 11 pays d'Europe.
La Suisse se qualifie pour l'Euro 2020 en terminant 1re de son groupe éliminatoire. Elle franchit de justesse le premier tour de l'Euro et atteint les quarts de finale, éliminée seulement aux tirs au but par l'Espagne.

## Maillots
Le 31 août 2020, la Suisse présente le maillot domicile, confectionné par Puma, qui sera porté durant l'Euro 2020. Ce dernier est rouge et comporte des bandes horizontales qui évoquent le langage visuel et les principes de la célèbre école suisse de design. Il est complété par une couleur grenat sur le col et les épaules du maillot. Le 22 avril 2021, le maillot extérieur est dévoilé à son tour. À l'instar du maillot de l’Italie, de la Tchéquie ou encore de l’Autriche, le nouveau maillot extérieur de la Suisse se distingue par son « template », qui est le résultat de la nouvelle orientation créative de la marque au félin bondissant. Sur une base entièrement unie, de manière analogue au maillot domicile, celui d'extérieur est muni du logo Puma, qui surmonte le mot « Suisse ». Le blason de la Suisse est visible en ton sur ton sur l'intégralité de la tenue.

## Qualifications
| Rang | Équipe                   | Pts | J | G | N | P | Bp | Bc | Diff |  | Résultats (▼ dom., ► ext.) |     |     |     |     |     |
| ---- | ------------------------ | --- | - | - | - | - | -- | -- | ---- |  | -------------------------- | --- | --- | --- | --- | --- |
| 1    | Suisse                   | 17  | 8 | 5 | 2 | 1 | 19 | 6  | +13  |  | Suisse                     |     | 3-3 | 2-0 | 1-0 | 4-0 |
| 2    | Danemark                 | 16  | 8 | 4 | 4 | 0 | 23 | 6  | +17  |  | Danemark                   | 1-0 |     | 1-1 | 5-1 | 6-0 |
| 3    | République d'Irlande (B) | 13  | 8 | 3 | 4 | 1 | 7  | 5  | +2   |  | République d'Irlande (B)   | 1-1 | 1-1 |     | 1-0 | 2-0 |
| 4    | Géorgie (B)              | 8   | 8 | 2 | 2 | 4 | 7  | 11 | -4   |  | Géorgie (B)                | 0-2 | 0-0 | 0-0 |     | 3-0 |
| 5    | Gibraltar                | 0   | 8 | 0 | 0 | 8 | 3  | 31 | -28  |  | Gibraltar                  | 1-6 | 0-6 | 0-1 | 2-3 |     |

- Sélection directement qualifiée pour l'Euro 2020

## Matchs de préparation
| 7 octobre 2020                    | Suisse         | 1 - 2   | Croatie                   | Kybunpark, Saint-Gall                              |                                                    |
| 20h45 · Historique des rencontres | Gavranović 31e | (1 - 1) | 42e Brekalo · 67e Pašalić | Spectateurs : 4 500 Arbitrage : Tiago Martins (en) | Spectateurs : 4 500 Arbitrage : Tiago Martins (en) |
| 20h45 · Historique des rencontres | Rapport        |         |                           | Spectateurs : 4 500 Arbitrage : Tiago Martins (en) | Spectateurs : 4 500 Arbitrage : Tiago Martins (en) |

| 11 novembre 2020                  | Belgique          | 2 - 1   | Suisse      | Stade Den Dreef, Louvain                               |                                                        |
| 20h45 · Historique des rencontres | Batshuayi 49e 70e | (0 - 1) | 12e Mehmedi | Spectateurs : 0 (huis clos) Arbitrage : Jérôme Brisard | Spectateurs : 0 (huis clos) Arbitrage : Jérôme Brisard |
| 20h45 · Historique des rencontres | Rapport           |         |             | Spectateurs : 0 (huis clos) Arbitrage : Jérôme Brisard | Spectateurs : 0 (huis clos) Arbitrage : Jérôme Brisard |

| 31 mars 2021                      | Suisse                                      | 3 - 2   | Finlande                  | Kybunpark, Saint-Gall                                              |                                                                    |
| 20h45 · Historique des rencontres | Gavranović 21e · Vargas 57e · Seferović 86e | (1 - 2) | 30e 40e (pen.) Pohjanpalo | Spectateurs : 0 (huis clos) Arbitrage : Manuel Schüttengruber (de) | Spectateurs : 0 (huis clos) Arbitrage : Manuel Schüttengruber (de) |
| 20h45 · Historique des rencontres | Rapport                                     |         |                           | Spectateurs : 0 (huis clos) Arbitrage : Manuel Schüttengruber (de) | Spectateurs : 0 (huis clos) Arbitrage : Manuel Schüttengruber (de) |

| 30 mai 2021                       | Suisse                    | 2 - 1   | États-Unis | Kybunpark, Saint-Gall                          |                                                |
| 20h15 · Historique des rencontres | Rodríguez 10e · Zuber 63e | (1 - 1) | 5e Lletget | Spectateurs : 100 Arbitrage : Harm Osmers (de) | Spectateurs : 100 Arbitrage : Harm Osmers (de) |
| 20h15 · Historique des rencontres | Rapport                   |         |            | Spectateurs : 100 Arbitrage : Harm Osmers (de) | Spectateurs : 100 Arbitrage : Harm Osmers (de) |

| 3 juin 2021                       | Suisse                                                                       | 7 - 0   | Liechtenstein | Kybunpark, Saint-Gall                         |                                               |
| 18h00 · Historique des rencontres | Gavranović 19e 75e 79e · Fassnacht 46e 70e · Frick 57e (csc) · Fernandes 85e | (1 - 0) |               | Spectateurs : 300 Arbitrage : Nejc Kajtazovic | Spectateurs : 300 Arbitrage : Nejc Kajtazovic |
| 18h00 · Historique des rencontres | Rapport                                                                      |         |               | Spectateurs : 300 Arbitrage : Nejc Kajtazovic | Spectateurs : 300 Arbitrage : Nejc Kajtazovic |

## Phase finale

### Effectif
NB : Les âges et les sélections sont calculés au début de l'Euro 2020, le 11 juin 2021.

### Premier tour
| v · m | Équipe         | Pts | J | G | N | P | Bp | Bc | Diff |
| ----- | -------------- | --- | - | - | - | - | -- | -- | ---- |
| 1     | Italie         | 9   | 3 | 3 | 0 | 0 | 7  | 0  | +7   |
| 2     | Pays de Galles | 4   | 3 | 1 | 1 | 1 | 3  | 2  | +1   |
| 3     | Suisse         | 4   | 3 | 1 | 1 | 1 | 4  | 5  | -1   |
| 4     | Turquie        | 0   | 3 | 0 | 0 | 3 | 1  | 8  | -7   |

#### Pays de Galles - Suisse
| Match 2                    | Pays de Galles       | 1 - 1   | Suisse                | Olimpiya Stadionu, Bakou                                                         |                                                                                  |
| 12 juin 2021 15h00 (17h00) | ( Morrell) Moore 74e | (0 - 0) | 49e Embolo (Shaqiri ) | Spectateurs : 8 782 Arbitrage : Clément Turpin Arbitre vidéo : François Letexier | Spectateurs : 8 782 Arbitrage : Clément Turpin Arbitre vidéo : François Letexier |
| 12 juin 2021 15h00 (17h00) | Rapport              |         |                       | Spectateurs : 8 782 Arbitrage : Clément Turpin Arbitre vidéo : François Letexier | Spectateurs : 8 782 Arbitrage : Clément Turpin Arbitre vidéo : François Letexier |

| Pays de Galles | Suisse |

| PAYS DE GALLES : |    |                |     |       |
|                  |    |                |     |       |
| Gardien de but   | 12 | Danny Ward     |     |       |
|                  | 22 | Chris Mepham   |     |       |
|                  | 4  | Ben Davies     |     |       |
|                  | 6  | Joe Rodon      |     |       |
|                  | 14 | Connor Roberts |     |       |
|                  | 10 | Aaron Ramsey   |     | 90+3e |
|                  | 7  | Joe Allen      |     |       |
|                  | 16 | Joe Morrell    |     |       |
|                  | 11 | Gareth Bale    |     |       |
|                  | 13 | Kieffer Moore  | 47e |       |
|                  | 20 | Daniel James   |     | 75e   |
| Remplaçants :    |    |                |     |       |
|                  | 19 | David Brooks   |     | 75e   |
|                  | 15 | Ethan Ampadu   |     | 90+3e |
| Sélectionneur :  |    |                |     |       |
| Rob Page         |    |                |     |       |

| SUISSE :          |    |                   |     |     |
|                   |    |                   |     |     |
| Gardien de but    | 1  | Yann Sommer       |     |     |
|                   | 5  | Manuel Akanji     |     |     |
|                   | 22 | Fabian Schär      | 30e |     |
|                   | 4  | Nico Elvedi       |     |     |
|                   | 13 | Ricardo Rodríguez |     |     |
|                   | 2  | Kevin Mbabu       | 63e |     |
|                   | 8  | Remo Freuler      |     |     |
|                   | 10 | Granit Xhaka      |     |     |
|                   | 23 | Xherdan Shaqiri   |     | 66e |
|                   | 9  | Haris Seferović   |     | 84e |
|                   | 7  | Breel Embolo      |     |     |
| Remplaçants :     |    |                   |     |     |
|                   | 6  | Denis Zakaria     |     | 66e |
|                   | 19 | Mario Gavranović  |     | 84e |
| Sélectionneur :   |    |                   |     |     |
| Vladimir Petković |    |                   |     |     |

| Assistants : Nicolas Danos Cyril Gringore Quatrième arbitre : Srđan Jovanović Homme du match : Breel Embolo |

#### Italie - Suisse
| Match 15           | Italie                                                                      | 3 - 0   | Suisse | Stadio Olimpico, Rome                                                                |                                                                                      |
| 16 juin 2021 21h00 | ( Berardi) Locatelli 26e · ( Barella) Locatelli 52e · ( Tolói) Immobile 89e | (1 - 0) |        | Spectateurs : 12 445 Arbitrage : Sergei Karasev Arbitre vidéo : Bastian Dankert (en) | Spectateurs : 12 445 Arbitrage : Sergei Karasev Arbitre vidéo : Bastian Dankert (en) |
| 16 juin 2021 21h00 | Rapport                                                                     |         |        | Spectateurs : 12 445 Arbitrage : Sergei Karasev Arbitre vidéo : Bastian Dankert (en) | Spectateurs : 12 445 Arbitrage : Sergei Karasev Arbitre vidéo : Bastian Dankert (en) |

| Italie | Suisse |

| ITALIE :        |    |                      |     |
|                 |    |                      |     |
| Gardien de but  | 21 | Gianluigi Donnarumma |     |
|                 | 4  | Leonardo Spinazzola  |     |
|                 | 3  | Giorgio Chiellini    | 24e |
|                 | 19 | Leonardo Bonucci     |     |
|                 | 2  | Giovanni Di Lorenzo  |     |
|                 | 5  | Manuel Locatelli     | 86e |
|                 | 8  | Jorginho             |     |
|                 | 18 | Nicolò Barella       | 87e |
|                 | 10 | Lorenzo Insigne      | 69e |
|                 | 17 | Ciro Immobile        |     |
|                 | 11 | Domenico Berardi     | 70e |
| Remplaçants :   |    |                      |     |
|                 | 15 | Francesco Acerbi     | 24e |
|                 | 14 | Federico Chiesa      | 69e |
|                 | 25 | Rafael Tolói         | 70e |
|                 | 12 | Matteo Pessina       | 86e |
|                 | 16 | Bryan Cristante      | 87e |
| Sélectionneur : |    |                      |     |
| Roberto Mancini |    |                      |     |

| SUISSE :          |    |                   |     |     |
|                   |    |                   |     |     |
| Gardien de but    | 1  | Yann Sommer       |     |     |
|                   | 5  | Manuel Akanji     |     |     |
|                   | 22 | Fabian Schär      |     | 58e |
|                   | 4  | Nico Elvedi       |     |     |
|                   | 13 | Ricardo Rodríguez |     |     |
|                   | 10 | Granit Xhaka      |     |     |
|                   | 8  | Remo Freuler      |     | 84e |
|                   | 2  | Kevin Mbabu       |     | 58e |
|                   | 23 | Xherdan Shaqiri   |     | 76e |
|                   | 7  | Breel Embolo      | 79e |     |
|                   | 9  | Haris Seferović   |     | 46e |
| Remplaçants :     |    |                   |     |     |
|                   | 19 | Mario Gavranović  | 49e | 46e |
|                   | 14 | Steven Zuber      |     | 57e |
|                   | 3  | Silvan Widmer     |     | 58e |
|                   | 11 | Ruben Vargas      |     | 76e |
|                   | 15 | Djibril Sow       |     | 84e |
| Sélectionneur :   |    |                   |     |     |
| Vladimir Petković |    |                   |     |     |

| Assistants : Igor Demeshko Maksim Gavrilin Quatrième arbitre : Michael Oliver Homme du match : Manuel Locatelli |

#### Suisse - Turquie
| Match 26                   | Suisse                                                              | 3 - 1   | Turquie                   | Olimpiya Stadionu, Bakou                                                            |                                                                                     |
| 20 juin 2021 18h00 (20h00) | ( Zuber) Seferović 6e · ( Zuber) Shaqiri 26e · ( Zuber) Shaqiri 68e | (2 - 0) | 62e Kahveci (Çalhanoğlu ) | Spectateurs : 17 138 Arbitrage : Slavko Vinčić Arbitre vidéo : Bastian Dankert (en) | Spectateurs : 17 138 Arbitrage : Slavko Vinčić Arbitre vidéo : Bastian Dankert (en) |
| 20 juin 2021 18h00 (20h00) | Rapport                                                             |         |                           | Spectateurs : 17 138 Arbitrage : Slavko Vinčić Arbitre vidéo : Bastian Dankert (en) | Spectateurs : 17 138 Arbitrage : Slavko Vinčić Arbitre vidéo : Bastian Dankert (en) |

| Suisse | Turquie |

| SUISSE :          |    |                   |     |       |
|                   |    |                   |     |       |
| Gardien de but    | 1  | Yann Sommer       |     |       |
|                   | 13 | Ricardo Rodríguez |     |       |
|                   | 5  | Manuel Akanji     |     |       |
|                   | 4  | Nico Elvedi       |     |       |
|                   | 14 | Steven Zuber      |     | 85e   |
|                   | 10 | Granit Xhaka      | 78e |       |
|                   | 8  | Remo Freuler      |     |       |
|                   | 3  | Silvan Widmer     |     | 90+2e |
|                   | 23 | Xherdan Shaqiri   |     | 75e   |
|                   | 7  | Breel Embolo      |     | 85e   |
|                   | 9  | Haris Seferović   |     | 75e   |
| Remplaçants :     |    |                   |     |       |
|                   | 19 | Mario Gavranović  |     | 75e   |
|                   | 11 | Ruben Vargas      |     | 75e   |
|                   | 17 | Loris Benito      |     | 85e   |
|                   | 18 | Admir Mehmedi     |     | 85e   |
|                   | 2  | Kevin Mbabu       |     | 90+2e |
| Sélectionneur :   |    |                   |     |       |
| Vladimir Petković |    |                   |     |       |

| TURQUIE :       |    |                   |     |     |
|                 |    |                   |     |     |
| Gardien de but  | 23 | Uğurcan Çakır     |     |     |
|                 | 25 | Mert Müldür       |     |     |
|                 | 4  | Çağlar Söyüncü    | 76e |     |
|                 | 3  | Merih Demiral     |     |     |
|                 | 2  | Zeki Çelik        | 75e |     |
|                 | 22 | Kaan Ayhan        |     | 63e |
|                 | 10 | Hakan Çalhanoğlu  | 70e | 86e |
|                 | 21 | İrfan Can Kahveci |     | 80e |
|                 | 6  | Ozan Tufan        |     | 63e |
|                 | 7  | Cengiz Ünder      |     | 80e |
|                 | 17 | Burak Yılmaz      |     |     |
| Remplaçants :   |    |                   |     |     |
|                 | 11 | Yusuf Yazıcı      |     | 63e |
|                 | 5  | Okay Yokuşlu      |     | 63e |
|                 | 19 | Orkun Kökçü       |     | 80e |
|                 | 9  | Kenan Karaman     |     | 80e |
|                 | 8  | Dorukhan Toköz    |     | 86e |
| Sélectionneur : |    |                   |     |     |
| Şenol Güneş     |    |                   |     |     |

| Assistants : Tomaž Klančnik Andraž Kovačič Quatrième arbitre : Andreas Ekberg Homme du match : Xherdan Shaqiri |

### Huitième de finale

#### France - Suisse
| Match 42           | France                                                       | 3 - 3 a. p.           | Suisse                                                                    | Arena Națională, Bucarest                                                                      |                                                                                                |
| 28 juin 2021 21h00 | ( Mbappé) Benzema 57e · ( Griezmann) Benzema 59e · Pogba 75e | (0 - 1, 3 - 3, 3 - 3) | 15e Seferović (Zuber ) · 81e Seferović (Mbabu ) · 90e Gavranović (Xhaka ) | Spectateurs : 22 642 Arbitrage : Fernando Rapallini Arbitre vidéo : Juan Martínez Munuera (en) | Spectateurs : 22 642 Arbitrage : Fernando Rapallini Arbitre vidéo : Juan Martínez Munuera (en) |
| 28 juin 2021 21h00 | Rapport                                                      |                       |                                                                           | Spectateurs : 22 642 Arbitrage : Fernando Rapallini Arbitre vidéo : Juan Martínez Munuera (en) | Spectateurs : 22 642 Arbitrage : Fernando Rapallini Arbitre vidéo : Juan Martínez Munuera (en) |
| 28 juin 2021 21h00 | Pogba · Giroud · Thuram · Kimpembe · Mbappé                  | Tirs au but 4 - 5     | Gavranović · Schär · Akanji · Vargas · Mehmedi                            | Spectateurs : 22 642 Arbitrage : Fernando Rapallini Arbitre vidéo : Juan Martínez Munuera (en) | Spectateurs : 22 642 Arbitrage : Fernando Rapallini Arbitre vidéo : Juan Martínez Munuera (en) |

| France | Suisse |

| FRANCE :         |    |                   |     |      |      |
|                  |    |                   |     |      |      |
| Gardien de but   | 1  | Hugo Lloris       |     |      |      |
|                  | 3  | Presnel Kimpembe  |     |      |      |
|                  | 5  | Clément Lenglet   |     |      | 46e  |
|                  | 4  | Raphaël Varane    | 30e |      |      |
|                  | 14 | Adrien Rabiot     |     |      |      |
|                  | 13 | N'Golo Kanté      |     |      |      |
|                  | 6  | Paul Pogba        |     |      |      |
|                  | 2  | Benjamin Pavard   | 91e |      |      |
|                  | 7  | Antoine Griezmann |     |      | 88e  |
|                  | 10 | Kylian Mbappé     |     |      |      |
|                  | 19 | Karim Benzema     |     |      | 94e  |
| Remplaçants :    |    |                   |     |      |      |
|                  | 20 | Kingsley Coman    | 88e | 46e  | 111e |
|                  | 17 | Moussa Sissoko    |     | 88e  |      |
|                  | 9  | Olivier Giroud    |     | 94e  |      |
|                  | 26 | Marcus Thuram     |     | 111e |      |
| Sélectionneur :  |    |                   |     |      |      |
| Didier Deschamps |    |                   |     |      |      |

| SUISSE :          |    |                     |      |     |
|                   |    |                     |      |     |
| Gardien de but    | 1  | Yann Sommer         |      |     |
|                   | 13 | Ricardo Rodríguez   | 62e  | 87e |
|                   | 5  | Manuel Akanji       | 108e |     |
|                   | 4  | Nico Elvedi         | 32e  |     |
|                   | 14 | Steven Zuber        |      | 79e |
|                   | 10 | Granit Xhaka        | 76e  |     |
|                   | 8  | Remo Freuler        |      |     |
|                   | 3  | Silvan Widmer       |      | 73e |
|                   | 23 | Xherdan Shaqiri     |      | 73e |
|                   | 7  | Breel Embolo        |      | 80e |
|                   | 9  | Haris Seferović     |      | 97e |
| Remplaçants :     |    |                     |      |     |
|                   | 2  | Kevin Mbabu         |      | 73e |
|                   | 19 | Mario Gavranović    |      | 73e |
|                   | 16 | Christian Fassnacht |      | 79e |
|                   | 11 | Ruben Vargas        |      | 80e |
|                   | 18 | Admir Mehmedi       |      | 87e |
|                   | 22 | Fabian Schär        |      | 97e |
| Sélectionneur :   |    |                     |      |     |
| Vladimir Petković |    |                     |      |     |

| Assistants : Juan Pablo Belatti Diego Bonfá Quatrième arbitre : Bartosz Frankowski (en) Homme du match : Granit Xhaka |

### Quart de finale

#### Suisse - Espagne
| Match 45                  | Suisse                               | 1 - 1 a. p.           | Espagne                                      | Stade Krestovski, Saint-Pétersbourg                                                       |                                                                                           |
| 2 juillet 2021 18h00 CEST | ( Freuler) Shaqiri 78e               | (0 - 1, 1 - 1, 1 - 1) | 8e (csc) Zakaria (Alba )                     | Spectateurs : 24 764 Arbitrage : Michael Oliver Arbitre vidéo : Christopher Kavanagh (en) | Spectateurs : 24 764 Arbitrage : Michael Oliver Arbitre vidéo : Christopher Kavanagh (en) |
| 2 juillet 2021 18h00 CEST | Rapport                              |                       |                                              | Spectateurs : 24 764 Arbitrage : Michael Oliver Arbitre vidéo : Christopher Kavanagh (en) | Spectateurs : 24 764 Arbitrage : Michael Oliver Arbitre vidéo : Christopher Kavanagh (en) |
| 2 juillet 2021 18h00 CEST | Gavranović · Schär · Akanji · Vargas | Tirs au but 1 - 3     | Busquets · Olmo · Rodri · Moreno · Oyarzabal | Spectateurs : 24 764 Arbitrage : Michael Oliver Arbitre vidéo : Christopher Kavanagh (en) | Spectateurs : 24 764 Arbitrage : Michael Oliver Arbitre vidéo : Christopher Kavanagh (en) |

| Suisse | Espagne |

| SUISSE :          |    |                     |        |       |
|                   |    |                     |        |       |
| Gardien de but    | 1  | Yann Sommer         |        |       |
|                   | 13 | Ricardo Rodríguez   |        |       |
|                   | 5  | Manuel Akanji       |        |       |
|                   | 4  | Nico Elvedi         |        |       |
|                   | 14 | Steven Zuber        |        | 90+2e |
|                   | 3  | Silvan Widmer       | 67e    | 101e  |
|                   | 8  | Remo Freuler        | 77e    |       |
|                   | 6  | Denis Zakaria       |        | 101e  |
|                   | 7  | Breel Embolo        |        | 23e   |
|                   | 23 | Xherdan Shaqiri     |        | 81e   |
|                   | 9  | Haris Seferović     |        | 82e   |
| Remplaçants :     |    |                     |        |       |
|                   | 11 | Ruben Vargas        |        | 23e   |
|                   | 15 | Djibril Sow         |        | 81e   |
|                   | 19 | Mario Gavranović    | 120+1e | 82e   |
|                   | 16 | Christian Fassnacht |        | 90+2e |
|                   | 2  | Kevin Mbabu         |        | 101e  |
|                   | 22 | Fabian Schär        |        | 101e  |
| Sélectionneur :   |    |                     |        |       |
| Vladimir Petković |    |                     |        |       |

| ESPAGNE :       |    |                   |       |       |
|                 |    |                   |       |       |
| Gardien de but  | 23 | Unai Simón        |       |       |
|                 | 18 | Jordi Alba        |       |       |
|                 | 4  | Pau Torres        |       | 113e  |
|                 | 24 | Aymeric Laporte   | 90+3e |       |
|                 | 2  | César Azpilicueta |       |       |
|                 | 26 | Pedri             |       | 119e  |
|                 | 5  | Sergio Busquets   |       |       |
|                 | 8  | Koke              |       | 90+1e |
|                 | 22 | Pablo Sarabia     |       | 46e   |
|                 | 7  | Álvaro Morata     |       | 54e   |
|                 | 11 | Ferran Torres     |       | 91e   |
| Remplaçants :   |    |                   |       |       |
|                 | 19 | Dani Olmo         |       | 46e   |
|                 | 9  | Gerard Moreno     |       | 54e   |
|                 | 6  | Marcos Llorente   |       | 90+1e |
|                 | 21 | Mikel Oyarzabal   |       | 91e   |
|                 | 10 | Thiago Alcántara  |       | 113e  |
|                 | 16 | Rodri             |       | 119e  |
| Sélectionneur : |    |                   |       |       |
| Luis Enrique    |    |                   |       |       |

| Assistants : Stuart Burt Simon Peter Bennett Quatrième arbitre : Ovidiu Hațegan Homme du match : Unai Simón |

## Statistiques

### Temps de jeu
| Joueur              |          |          |          |          |          | TT       | But inscrit | Passe décisive | MJ       | MT       | Légende |
| ------------------- | -------- | -------- | -------- | -------- | -------- | -------- | ----------- | -------------- | -------- | -------- | --- |
| Gardiens            | Gardiens | Gardiens | Gardiens | Gardiens | Gardiens | Gardiens | Gardiens    | Gardiens       | Gardiens | Gardiens | Abréviations et symboles : TT : total de minutes jouées MJ : nombre de matchs joués MT : matchs joués en tant que titulaire : but : penalty manqué : passe décisive : joueur entré : joueur remplacé : capitaine : carton jaune : carton rouge |
| Yann Sommer         | 90       | 90       | 90       | 120      | 120      | 510      |             | 5              | 5        |          | Abréviations et symboles : TT : total de minutes jouées MJ : nombre de matchs joués MT : matchs joués en tant que titulaire : but : penalty manqué : passe décisive : joueur entré : joueur remplacé : capitaine : carton jaune : carton rouge |
| Yvon Mvogo          |          |          |          |          |          | 0        |             |                |          |          | Abréviations et symboles : TT : total de minutes jouées MJ : nombre de matchs joués MT : matchs joués en tant que titulaire : but : penalty manqué : passe décisive : joueur entré : joueur remplacé : capitaine : carton jaune : carton rouge |
| Gregor Kobel        |          |          |          |          |          | 0        |             |                |          |          | Abréviations et symboles : TT : total de minutes jouées MJ : nombre de matchs joués MT : matchs joués en tant que titulaire : but : penalty manqué : passe décisive : joueur entré : joueur remplacé : capitaine : carton jaune : carton rouge |
| Défenseurs          |          |          |          |          |          |          |             |                |          |          | Abréviations et symboles : TT : total de minutes jouées MJ : nombre de matchs joués MT : matchs joués en tant que titulaire : but : penalty manqué : passe décisive : joueur entré : joueur remplacé : capitaine : carton jaune : carton rouge |
| Kevin Mbabu         | 90       | 58       | 1        | 47       | 19       | 215      |             | 1              | 5        | 2        | Abréviations et symboles : TT : total de minutes jouées MJ : nombre de matchs joués MT : matchs joués en tant que titulaire : but : penalty manqué : passe décisive : joueur entré : joueur remplacé : capitaine : carton jaune : carton rouge |
| Silvan Widmer       |          | 32       | 90+2     | 73       | 101      | 298      |             |                | 4        | 3        | Abréviations et symboles : TT : total de minutes jouées MJ : nombre de matchs joués MT : matchs joués en tant que titulaire : but : penalty manqué : passe décisive : joueur entré : joueur remplacé : capitaine : carton jaune : carton rouge |
| Nico Elvedi         | 90       | 90       | 90       | 120      | 120      | 510      |             |                | 5        | 5        | Abréviations et symboles : TT : total de minutes jouées MJ : nombre de matchs joués MT : matchs joués en tant que titulaire : but : penalty manqué : passe décisive : joueur entré : joueur remplacé : capitaine : carton jaune : carton rouge |
| Manuel Akanji       | 90       | 90       | 90       | 120      | 120      | 510      |             |                | 5        | 5        | Abréviations et symboles : TT : total de minutes jouées MJ : nombre de matchs joués MT : matchs joués en tant que titulaire : but : penalty manqué : passe décisive : joueur entré : joueur remplacé : capitaine : carton jaune : carton rouge |
| Ricardo Rodríguez   | 90       | 90       | 90       | 87       | 120      | 507      |             |                | 5        | 5        | Abréviations et symboles : TT : total de minutes jouées MJ : nombre de matchs joués MT : matchs joués en tant que titulaire : but : penalty manqué : passe décisive : joueur entré : joueur remplacé : capitaine : carton jaune : carton rouge |
| Loris Benito        |          |          | 5        |          |          | 5        |             |                | 1        |          | Abréviations et symboles : TT : total de minutes jouées MJ : nombre de matchs joués MT : matchs joués en tant que titulaire : but : penalty manqué : passe décisive : joueur entré : joueur remplacé : capitaine : carton jaune : carton rouge |
| Fabian Schär        | 90       | 58       |          | 13       | 19       | 180      |             |                | 4        | 2        | Abréviations et symboles : TT : total de minutes jouées MJ : nombre de matchs joués MT : matchs joués en tant que titulaire : but : penalty manqué : passe décisive : joueur entré : joueur remplacé : capitaine : carton jaune : carton rouge |
| Bećir Omeragić      |          |          |          |          |          | 0        |             |                |          |          | Abréviations et symboles : TT : total de minutes jouées MJ : nombre de matchs joués MT : matchs joués en tant que titulaire : but : penalty manqué : passe décisive : joueur entré : joueur remplacé : capitaine : carton jaune : carton rouge |
| Eray Cömert         |          |          |          |          |          | 0        |             |                |          |          | Abréviations et symboles : TT : total de minutes jouées MJ : nombre de matchs joués MT : matchs joués en tant que titulaire : but : penalty manqué : passe décisive : joueur entré : joueur remplacé : capitaine : carton jaune : carton rouge |
| Jordan Lotomba      |          |          |          |          |          | 0        |             |                |          |          | Abréviations et symboles : TT : total de minutes jouées MJ : nombre de matchs joués MT : matchs joués en tant que titulaire : but : penalty manqué : passe décisive : joueur entré : joueur remplacé : capitaine : carton jaune : carton rouge |
| Milieux             |          |          |          |          |          |          |             |                |          |          | Abréviations et symboles : TT : total de minutes jouées MJ : nombre de matchs joués MT : matchs joués en tant que titulaire : but : penalty manqué : passe décisive : joueur entré : joueur remplacé : capitaine : carton jaune : carton rouge |
| Denis Zakaria       | 24       |          |          |          | 101      | 125      |             |                | 2        | 1        | Abréviations et symboles : TT : total de minutes jouées MJ : nombre de matchs joués MT : matchs joués en tant que titulaire : but : penalty manqué : passe décisive : joueur entré : joueur remplacé : capitaine : carton jaune : carton rouge |
| Remo Freuler        | 90       | 84       | 90       | 120      | 77       | 461      |             | 1              | 5        | 5        | Abréviations et symboles : TT : total de minutes jouées MJ : nombre de matchs joués MT : matchs joués en tant que titulaire : but : penalty manqué : passe décisive : joueur entré : joueur remplacé : capitaine : carton jaune : carton rouge |
| Granit Xhaka        | 90       | 90       | 90       | 120      |          | 390      |             | 1              | 4        | 4        | Abréviations et symboles : TT : total de minutes jouées MJ : nombre de matchs joués MT : matchs joués en tant que titulaire : but : penalty manqué : passe décisive : joueur entré : joueur remplacé : capitaine : carton jaune : carton rouge |
| Steven Zuber        |          | 33       | 85       | 79       | 90+2     | 289      |             | 4              | 4        | 3        | Abréviations et symboles : TT : total de minutes jouées MJ : nombre de matchs joués MT : matchs joués en tant que titulaire : but : penalty manqué : passe décisive : joueur entré : joueur remplacé : capitaine : carton jaune : carton rouge |
| Djibril Sow         |          | 6        |          |          | 39       | 45       |             |                | 2        |          | Abréviations et symboles : TT : total de minutes jouées MJ : nombre de matchs joués MT : matchs joués en tant que titulaire : but : penalty manqué : passe décisive : joueur entré : joueur remplacé : capitaine : carton jaune : carton rouge |
| Edimilson Fernandes |          |          |          |          |          | 0        |             |                |          |          | Abréviations et symboles : TT : total de minutes jouées MJ : nombre de matchs joués MT : matchs joués en tant que titulaire : but : penalty manqué : passe décisive : joueur entré : joueur remplacé : capitaine : carton jaune : carton rouge |
| Xherdan Shaqiri     | 66       | 76       | 75       | 73       | 81       | 371      | 3           | 1              | 5        | 5        | Abréviations et symboles : TT : total de minutes jouées MJ : nombre de matchs joués MT : matchs joués en tant que titulaire : but : penalty manqué : passe décisive : joueur entré : joueur remplacé : capitaine : carton jaune : carton rouge |
| Attaquants          |          |          |          |          |          |          |             |                |          |          | Abréviations et symboles : TT : total de minutes jouées MJ : nombre de matchs joués MT : matchs joués en tant que titulaire : but : penalty manqué : passe décisive : joueur entré : joueur remplacé : capitaine : carton jaune : carton rouge |
| Breel Embolo        | 90       | 90       | 85       | 80       | 23       | 368      | 1           |                | 5        | 5        | Abréviations et symboles : TT : total de minutes jouées MJ : nombre de matchs joués MT : matchs joués en tant que titulaire : but : penalty manqué : passe décisive : joueur entré : joueur remplacé : capitaine : carton jaune : carton rouge |
| Haris Seferović     | 84       | 46       | 75       | 97       | 82       | 384      | 3           |                | 5        | 5        | Abréviations et symboles : TT : total de minutes jouées MJ : nombre de matchs joués MT : matchs joués en tant que titulaire : but : penalty manqué : passe décisive : joueur entré : joueur remplacé : capitaine : carton jaune : carton rouge |
| Ruben Vargas        |          | 14       | 15       | 40       | 97       | 166      |             |                | 4        |          | Abréviations et symboles : TT : total de minutes jouées MJ : nombre de matchs joués MT : matchs joués en tant que titulaire : but : penalty manqué : passe décisive : joueur entré : joueur remplacé : capitaine : carton jaune : carton rouge |
| Christian Fassnacht |          |          |          | 40       | 28       | 68       |             |                | 2        |          | Abréviations et symboles : TT : total de minutes jouées MJ : nombre de matchs joués MT : matchs joués en tant que titulaire : but : penalty manqué : passe décisive : joueur entré : joueur remplacé : capitaine : carton jaune : carton rouge |
| Admir Mehmedi       |          |          | 5        | 33       |          | 38       |             |                | 2        |          | Abréviations et symboles : TT : total de minutes jouées MJ : nombre de matchs joués MT : matchs joués en tant que titulaire : but : penalty manqué : passe décisive : joueur entré : joueur remplacé : capitaine : carton jaune : carton rouge |
| Mario Gavranović    | 6        | 44       | 15       | 47       | 38       | 150      | 1           |                | 5        |          | Abréviations et symboles : TT : total de minutes jouées MJ : nombre de matchs joués MT : matchs joués en tant que titulaire : but : penalty manqué : passe décisive : joueur entré : joueur remplacé : capitaine : carton jaune : carton rouge |

| Buts | Joueurs          | Adversaires           |
| ---- | ---------------- | --------------------- |
| 3    | Xherdan Shaqiri  | Turquie (2x), Espagne |
| 3    | Haris Seferović  | Turquie, France (2x)  |
| 1    | Breel Embolo     | Pays de Galles        |
| 1    | Mario Gavranović | France                |

| Passes | Joueurs         | Adversaires            |
| ------ | --------------- | ---------------------- |
| 4      | Steven Zuber    | Turquie (3x) et France |
| 1      | Kevin Mbabu     | France                 |
| 1      | Granit Xhaka    | France                 |
| 1      | Xherdan Shaqiri | Pays de Galles         |
| 1      | Remo Freuler    | Espagne                |

### Séjour et hébergement
Le 9 décembre 2019, l'Association suisse de football annonce que l'équipe de Suisse prend ses quartiers à Rome durant la compétition, soit dans l'hôtel Sheraton Parco de' Medici. Avant cela, la formation de Petković se prépare à Bad Ragaz, du 25 mai au 5 juin.